# Сан-Бернардо-дель-Вьенто
Сан-Бернардо-дель-Вьенто (исп. San Bernardo del Viento) — город и муниципалитет на севере Колумбии, на территории департамента Кордова.

## История
Поселение, из которого позднее вырос город, было основано 28 ноября 1776 года доном Антонио де Ла-Торре-и-Мирандой. Муниципалитет Сан-Бернардо-дель-Вьенто был выделен в отдельную административную единицу в 1944 году.

## Географическое положение
Город расположен в северной части департамента, в пределах Прикарибской низменности, на левом берегу реки Сину, к югу от побережья Карибского моря, на расстоянии приблизительно 62 километров к северу от города Монтерии, административного центра департамента. Абсолютная высота — 8 метров над уровнем моря.
Муниципалитет Сан-Бернардо-дель-Вьенто граничит на юго-западе с территорией муниципалитета Моньитос, на юге и юго-востоке — с муниципалитетом Лорика, на востоке — с муниципалитетом Сан-Антеро, на севере и северо-западе омывается водами Карибского моря. Площадь муниципалитета составляет 321 км².

## Население
По данным Национального административного департамента статистики Колумбии, совокупная численность населения города и муниципалитета в 2015 году составляла 34 782 человека.
Динамика численности населения муниципалитета по годам:
| 2005   | 2006   | 2007   | 2008   | 2009   | 2010   | 2011   | 2012   | 2013   | 2014   | 2015   |
| ------ | ------ | ------ | ------ | ------ | ------ | ------ | ------ | ------ | ------ | ------ |
| 31 405 | 31 687 | 31 987 | 32 305 | 32 628 | 32 967 | 33 326 | 33 687 | 34 049 | 34 418 | 34 782 |

Согласно данным переписи 2005 года мужчины составляли 52,2 % от населения Сан-Бернардо-дель-Вьенто, женщины — соответственно 47,8 %. В расовом отношении негры, мулаты и райсальцы составляли 68,1 % от населения города; белые и метисы — 29,7 %; индейцы — 2,2 %.
Уровень грамотности среди всего населения составлял 78,7 %.

## Экономика
Основу экономики Сан-Бернардо-дель-Вьенто составляют: сельское хозяйство, рыболовство и лесозаготовка.
65,9 % от общего числа городских и муниципальных предприятий составляют предприятия торговой сферы, 20,1 % — промышленные предприятия, 14 % — предприятия сферы обслуживания.

## Транспорт
Через город проходит национальное шоссе № 90 (исп. Ruta Nacional 90).